# 29-й отдельный инженерный полк
29-й отдельный инженерный полк  — воинская часть Вооружённых Сил СССР во время Великой Отечественной войны.

## История
В составе действующей армии с 22 июня 1941 года по 8 августа 1941 года.
На 22 июня 1941 года базировался в Выборге в распоряжении 23-й армии.
С началом войны продолжает устройство оборонительных сооружений и заграждений, минирование дорог в полосе 23-й армии.
По Перечню № 16 8 августа 1941 года (по данным Справочника боевого состава - в начале июля 1941 года, по этим данным  25 июня 1941 года) расформирован, а на его базе созданы 19-й отдельный инженерный батальон, 20-я отдельная маскировочная рота, электротехническая рота и гидророта.

## Подчинение
| Дата              | Фронт (округ)               | Армия | Корпус (группа) | Примечания |
| ----------------- | --------------------------- | ----- | --------------- | ---------- |
| 22 июня 1941 года | Ленинградский военный округ | -     | -               | —          |
| 01 июля 1941 года | Северный фронт              | -     | -               | —          |

## См.также
- 23-я армия